# 24 км (колійний пост)
24 кілометр — колійний пост Одеської дирекції Одеської залізниці на лінії Чорноморська — Берегова між станціями Чорноморська (24 км) та Берегова (13 км).
Розташований біля села Міщанка Лиманського району Одеської області.
На лінії Чорноморська — Берегова пасажирське сполучення не здійснюється.